# باب وایت (ژئوفیزیکدان)
باب وایت (انگلیسی: Bob White؛ زادهٔ ۱۲ دسامبر ۱۹۵۲) زمین‌شناس، و پژوهشگر است.
وی همچنین برندهٔ جوایزی همچون همکار انجمن سلطنتی و مدال طلائی انجمن سلطنتی اختر شناسان شده‌است.